# Sambwe (vattendrag i Burundi, Bururi)
Sambwe är ett vattendrag i Burundi.   Det ligger i provinsen Bururi, i den sydvästra delen av landet, 70 kilometer söder om huvudstaden Bujumbura.
Omgivningarna runt Sambwe är en mosaik av jordbruksmark och naturlig växtlighet. Runt Sambwe är det ganska tätbefolkat, med 166 invånare per kvadratkilometer.